# Vitsjön, Jämtland
Vitsjön är en sjö i Östersunds kommun i Jämtland och ingår i Indalsälvens huvudavrinningsområde. Sjön har en area på 0,167 kvadratkilometer och ligger 324,7 meter över havet.

## Delavrinningsområde
Vitsjön ingår i det delavrinningsområde (698695-143990) som SMHI kallar för Utloppet av Vitsjön. Medelhöjden är 336 meter över havet och ytan är 1 kvadratkilometer. Det finns inga avrinningsområden uppströms utan avrinningsområdet är högsta punkten. Vattendraget som avvattnar avrinningsområdet har biflödesordning 3, vilket innebär att vattnet flödar genom totalt 3 vattendrag innan det når havet efter 285 kilometer. Avrinningsområdet består mestadels av skog (81 procent). Avrinningsområdet har 0,17 kvadratkilometer vattenytor vilket ger det en sjöprocent på 16,9 procent.